# Amtsgericht Höxter

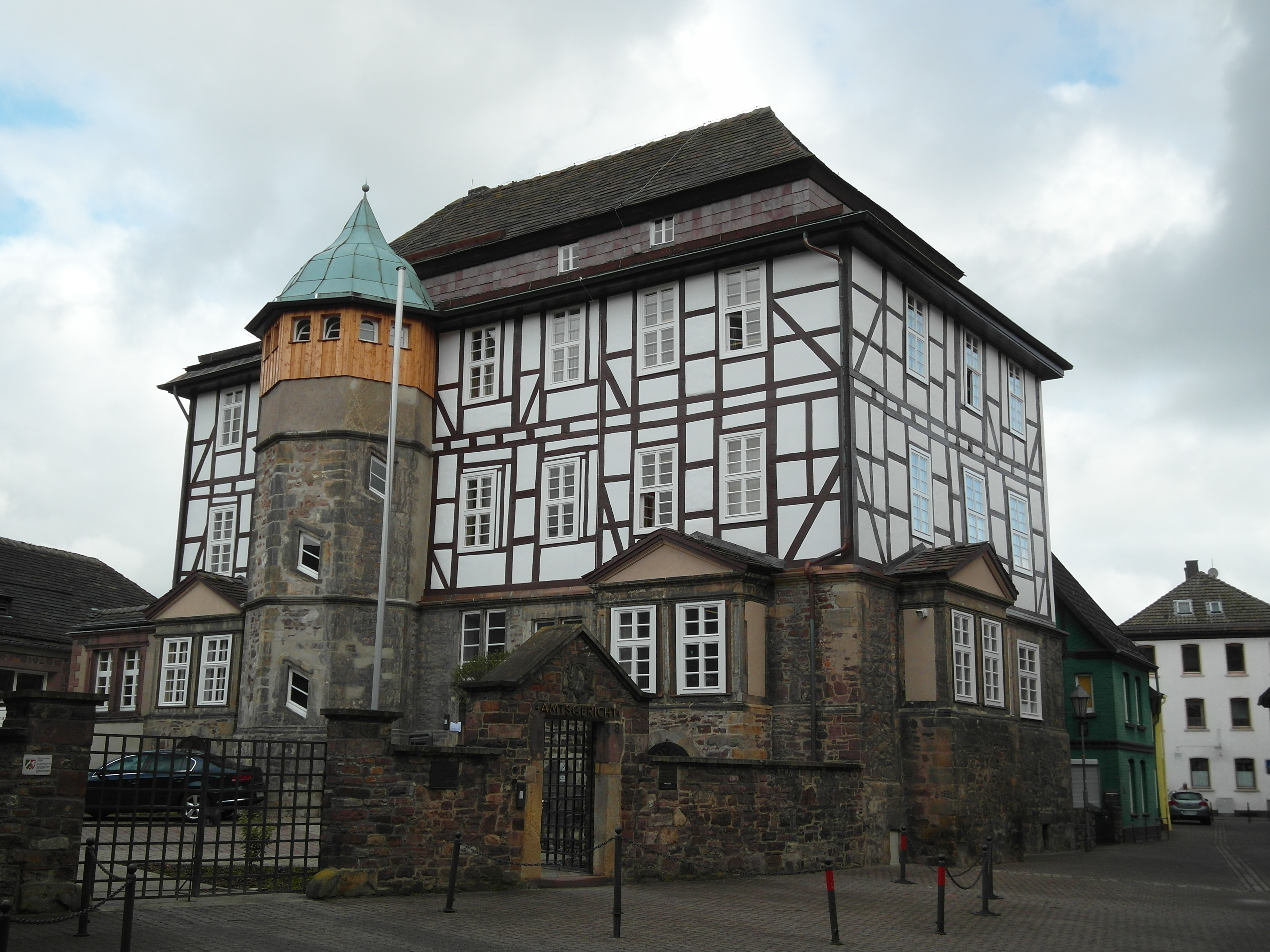
Gerichtsgebäude (2012)

Das Amtsgericht Höxter ist ein Gericht der ordentlichen Gerichtsbarkeit und eines von sechs Amtsgerichten im Bezirk des Landgerichts Paderborn. Das Amtsgericht ist im ehemaligen „von Uffeln’schen Adelshof“ untergebracht. Das Gebäude geht in seiner jetzigen Form auf einen Umbau zwischen 1594 und 1610 zurück, ist aber älteren Ursprungs.

## Gerichtssitz und -bezirk
Sitz des Gerichtes ist Höxter in Nordrhein-Westfalen. Der Gerichtsbezirk umfasst die drei Städte Beverungen, Höxter und Marienmünster.

## Über- und nachgeordnete Gerichte
Dem Amtsgericht Höxter ist das Landgericht Paderborn übergeordnet. Zuständiges Oberlandesgericht ist das Oberlandesgericht Hamm.

## Geschichte
In Höxter bestand von 1849 bis 1879 das Kreisgericht Höxter. Im Rahmen der Reichsjustizgesetze wurden 1879 reichsweit einheitlich Oberlandes-, Land- und Amtsgerichte gebildet. Das königlich preußische Amtsgericht Höxter wurde mit Wirkung zum 1. Oktober 1879 als eines von 17 Amtsgerichten im Bezirk des Landgerichtes Paderborn im Bezirk des Oberlandesgerichtes Hamm gebildet. Der Sitz des Gerichtes war die Stadt Höxter. Sein Gerichtsbezirk umfasste den Kreis Höxter außer den Teilen, die den Amtsgerichten Beverungen, Brakel, Nieheim und Steinheim zugeordnet waren. Am Gericht bestanden 1880 zwei Richterstellen. Das Amtsgericht war damit ein mittelgroßes Amtsgericht im Landgerichtsbezirk.